# David Komatz
David Komatz (Rottenmann, 10 de diciembre de 1991) es un deportista austríaco que compite en biatlón.
Ganó dos medallas de plata en el Campeonato Mundial de Biatlón, en los años 2021 y 2023, y dos medallas en el Campeonato Europeo de Biatlón de 2014.

## Palmarés internacional
| Campeonato Mundial | Campeonato Mundial           | Campeonato Mundial | Campeonato Mundial      |
| Año                | Lugar                        | Medalla            | Prueba                  |
| ------------------ | ---------------------------- | ------------------ | ----------------------- |
| 2021               | Pokljuka (Eslovenia)         | Medalla de plata   | Relevo mixto            |
| 2023               | Oberhof (Alemania)           | Medalla de plata   | Relevo mixto individual |
| Campeonato Europeo |                              |                    |                         |
| Año                | Lugar                        | Medalla            | Prueba                  |
| 2014               | Nové Město (República Checa) | Medalla de oro     | Relevo                  |
| 2014               | Nové Město (República Checa) | Medalla de bronce  | Velocidad               |